# Conselho para as Relações Americano-Islâmicas
O Conselho para as Relações Americano-Islâmicas (CAIR) é um grupo de direitos civis e advocacia muçulmano. Tem sede em Capitol Hill em Washington, D.C., com escritórios regionais por todo país. Através de relações com a mídia, engajamento cívico e educação, CAIR promove perspectivas islâmicas para o público americano e promove o ativismo social e político entre os muçulmanos na América. Os críticos  consideram que ele está a levar a cabo um projecto ideológico islâmico.

## História
O CAIR foi fundado em Junho de 1994 por  Omar Ahmad, Nihad Awad,  e Rafeeq Jaber.
O primeiro escritório estava localizado em  Washington D.C., assim como a sua  actual sede em Capitol Hill. A sua criação foi em parte uma resposta ao filme True Lies (A Verdade da Mentira), com Arnold Schwarzenegger, o qual grupos árabes e muçulmanos condenaram por estereotipar árabes como vilões.